# Klášterec nad Ohří
Klášterec nad Ohří város Csehországban, Chomutovi járásban. Klášterec nad Ohří Hradiště, Domašín, Kadaň, Výsluní, Měděnec, Okounov és Perštejn településekkel határos. Lakosainak száma 14 175 fő (2024. január 1.). AZ Ohře folyó völgyében, átlagosan 320 m-es tengerszint feletti magasságban fekszik.

## Népesség
A település lakosságának változását az alábbi diagram mutatja:
| Lakosok száma | 5800 | 6486 | 6627 | 5838 | 13 255 | 14 591 | 14 730 | 14 533 | 13 829 | 14 175 |
|               | 1869 | 1900 | 1921 | 1961 | 1980   | 2011   | 2016   | 2019   | 2021   | 2024   |